# Bergogna
Bergogna (in sloveno Breginj, in friulano Bergogne) è un paese della Slovenia, insediamento (naselje) del comune di Caporetto.
La località è situata nell'alta valle del fiume Natisone a 576.1 metri s.l.m. ed a 2.5 chilometri dal confine italiano.

Al centro del paese c'è la chiesa di S. Nicola (Sv. Nikolaj), mentre a nordovest del paese vi è la chiesa di S. Maria della Neve (Marjia Snežna).

## Geografia fisica

### Monti principali
Nizki vrh, 1488 m; Mali Muzec, 1612 m; Gabrovec (Veliki Muzec), 1630 m; Monte Stol, 1673 m.

### Corsi d'acqua
Fiume Natisone (Nadiža); Rio Nero (Črni potok); torrente Bela.

## Storia
Dopo la caduta dell'Impero romano d'Occidente, e la parentesi del Regno ostrogoto, a seguito della Guerra gotica (553) promossa dall'imperatore Giustiniano I entrò a far parte dei domini bizantini.

Dopo la calata, nel 568, attraverso la Valle del Vipacco nell'Italia settentrionale dei Longobardi, seguiti poi da popolazioni slave, entrò a far parte del Ducato del Friuli.
In seguito alla caduta del regno longobardo e alla sua inclusione nei domini di Carlo Magno, nel 781 il Ducato del Friuli venne riorganizzato su base comitale nel Regnum Italiae affidato da Carlo al figlio Pipino; nell'803 venne istituita la Marchia Austriae et Italiae che comprendeva il Friuli, la Carinzia, la Carniola e l'Istria. Nell'828 l'imperatore Ludovico divise la Marca Orientale (o del Friuli) in quattro contee: Verona, Friuli, Carniola e Istria (comprendente il Carso e parte della Carniola interna); in seguito al Trattato di Verdun, nell'843, le contee di Istria e Friuli (conglobate nella “Marca d'Aquileia”) entrarono a far parte del Regnum Italicum poi, nel 951, della Marca di Verona e Aquileia; dopo un'iniziale sottomissione al Ducato di Baviera dal 952, nel 976 passò al Ducato di Carinzia appena costituito dall'imperatore Ottone II.
Nel 1077 passò al Principato ecclesiastico di Aquileia.

Con la caduta del Patriarcato di Aquileia passò nel 1420 (formalmente nel 1445) alla Repubblica di Venezia.

A seguito del Trattato di Noyon (1516) la Serenissima perse l'alta valle del fiume Isonzo e quindi la Gastaldia di Tolmino, a favore della Contea di Gorizia e Gradisca che già dal 1500 era sotto dominio asburgico; fu così che Bergogna rimase sotto dominio veneziano al confine con i domini asburgici facendo parte della cosiddetta Slavia friulana.
Caduta la Serenissima, con la pace di Pace di Presburgo tutti gli ex domini veneziani passarono al Regno d'Italia napoleonico, compresa Bergogna; la successiva Convenzione di Fontainebleau e il trattato di Schönbrunn (1809) confermarono poi tale assegnazione fino al 1814.
Col Congresso di Vienna nel 1815 rientrò in mano asburgica, sempre nella Contea di Gorizia e Gradisca, inquadrata a sua volta dapprima nel Regno d'Illiria e poi dal 1849 nel Litorale austriaco. In questo periodo costituì un comune autonomo, che comprendeva anche il centro abitato di Long (Logje). Dal 1866 divenne una località al confine col Regno d’Italia, sempre comune autonomo che comprendeva anche il comune catastale di Robedischis (o Robedisce, sl. Robidišče), oggi sempre nell'attuale comune di Caporetto.
Dopo la prima guerra mondiale, con le medesime frazioni del periodo asburgico, fu comune autonomo della provincia del Friuli per poi passare, nel 1927, alla neocostituita provincia di Gorizia; nello stesso anno vi fu aggregato il soppresso comune di Sedula. Al 1936 dunque il comune di Bergogna includeva, oltre alle già citate frazioni di Loghie/Longo (Logje) e Robidischie/Robedischis (Robidišče), anche i centri abitati di Sedula (Sedlo), Stanovischie/Stanovischis (Stanovišče), Homez (Homec) e Podbela/Sant'Elena al Natisone (Podbela), per una popolazione complessiva di duemila abitanti.
Durante la seconda guerra mondiale il territorio del Comune fu soggetto alla Zona d'operazioni del Litorale adriatico (OZAK) tra il settembre 1943 e il maggio 1945. Sul suo territorio fu inoltre attiva la Resistenza friulana con la partecipazione delle Brigate Garibaldi e delle Brigate Osoppo.
Tra il maggio 1945 e il 1947 il comune, trovandosi a ovest della Linea Morgan, fece parte della Zona A della Venezia Giulia sotto il controllo Britannico-Americano del Governo Militare Alleato (AMG); in seguito ai Trattati di Parigi passò alla Jugoslavia. Dal 1991 fa parte della Slovenia.